# Sibir Nowosybirsk (hokej na lodzie)
Sibir Nowosybirsk (ros. Сибирь Новосибирск) – rosyjski klub hokeja na lodzie z siedzibą w Nowosybirsku.

## Historia
Dotychczasowe nazwy
- HK Dinamo Nowosybirsk (1947–1962)
- HK Sibir Nowosybirsk (1962-)

Zespołami farmerskimi zostały kluby z WHL: HK Riazań, do 2012 i ponownie od 2013 Zauralje Kurgan, Jermak Angarsk.
Drużyną juniorską został zespół Sibirskie Snajpiery Nowosybirsk występujący w MHL.
Przez lata klubowi służył Pałac Sportów Zimowych „Sibir”. Latem drużyna przeniosła się na obiekt Sibir-Ariena.

## Sukcesy
Drużyna Sibiru jest najbardziej utytułowanym klubem w rozgrywkach wyższej ligi - zespół zdobywał siedmiokrotnie mistrzostwo w tych rozgrywkach.
- Złoty medal Rosyjskiej FSRR: 1948, 1953
- Brązowy medal Rosyjskiej FSRR: 1951
- Złoty medal wyższej ligi: 1954, 1964, 1965, 1975, 1983, 1988, 2002
- Pierwsze miejsce w Dywizji Czernyszowa w sezonie zasadniczym KHL: 2015[8]
- Finał w Konferencji Wschodniej w fazie play-off KHL: 2015

## Szkoleniowcy
Trenerami drużyny byli: w 1989 Boris Barabanow, od 2005 do 2007 w sztabie był Igor Żylinski, w latach 2012–2014 Dmitrij Kwartalnow. W kwietniu 2014 trenerem Sibiru został Andrej Skabiełka. W kwietniu 2017 p.o. trenera został mianowany Pawieł Zubow. Od grudnia 2017 do września 2018 szkoleniowcem był Władimir Jurzinow. Od września 2018 do kwietnia 2019 trenerem był Alaksandr Andryjeuski. Od maja 2017 do kwietnia 2019 trenerem w sztabie był Alaksandr Makrycki. We wrześniu 2018 do sztabu wszedł Maksim Spiridonow. W kwietniu 2019 nowym głównym trenerem Sibiru został mianowany Nikołaj Zawaruchin, wiążąc się dwuletnim kontraktem. Zdecydowano wtedy, że pracę w klubie zachowają dotychczasowy asystent Andriej Tarasienko i trener bramkarzy Konstantin Kapkajkin, zaś do nowego sztabu trenerskiego weszli Oleg Oriechowski i Wiaczesław Gusow. Potem trenerem bramkarzy był Fin Jari Kaarela, którego pod koniec października 2020 zastąpił Albiert Szyrgaziew. Po sezonie KHL (2020/2021) nie przedłużono z kontraktu z Zawaruchinem. W kwietniu 2021 nowym szkoleniowcem został Andriej Martiemjanow. Wiosną 2021 do sztabu weszli Aleksandr Golc, Witalij Atiuszow, Wadim Tarasow. Po odejściu A. Golca w czerwcu 2022 do sztabu wszedł Siergiej Kriwokrasow. W maju 2023 do sztabu weszli Jegor Podomacki i Jewgienij Korolow. W grudniu tego samego roku z posad odeszli Nemirowsky i Korolow.